# Juan Carlos Buzzetti
Juan Carlos Buzzetti (Montevidéu, 26 de fevereiro de 1945) é um treinador de futebol uruguaio. Atualmente está sem clube.

## Carreira
Sem experiência como futebolista profissional, Buzzetti trabalhou entre 1981 e 1999 como auxiliar-técnico dos times Sub-17 e Sub-20 da Austrália.
Em 2000 substituiu Alwyn Job na Seleção Vanuatuense, onde participou de 3 edições consecutivas da Copa das Nações da OFC. A equipe ficou em quarto lugar nas edições de 2000 e 2002, e em 2004 terminaria na última posição.
O trabalho mais conhecido de Buzzetti no futebol oceânico foi na Seleção Fijiana, assumindo o cargo em julho de 2006. Sob seu comando, os Bula Boys ficaram em terceiro na edição de 2008 da Copa das Nações da OFC e conquistaram o vice-campeonato da Jogos do Pacífico Sul de 2007. Após deixar a seleção em junho de 2009, voltaria a treinar Fiji em 2011, exercendo entre 2014 e 2015 o comando técnico do time Sub-23, deixando o cargo em outubro de 2015, substituído pelo australiano Frank Farina.